# Cerkiew Slobozia
Cerkiew Slobozia (rum. Biserica Slobozia) – znajduje się w Bukareszcie i została wybudowana w latach 1664–1667 na polecenie Radu Leona – hospodara Wołoszczyzny. W 1743 została przebudowana i powiększona. Kolejne przebudowy miały miejsce w XIX i XX wieku (między innymi w okresie Wiosny Ludów). Patronem cerkwi jest święty Demetriusz.

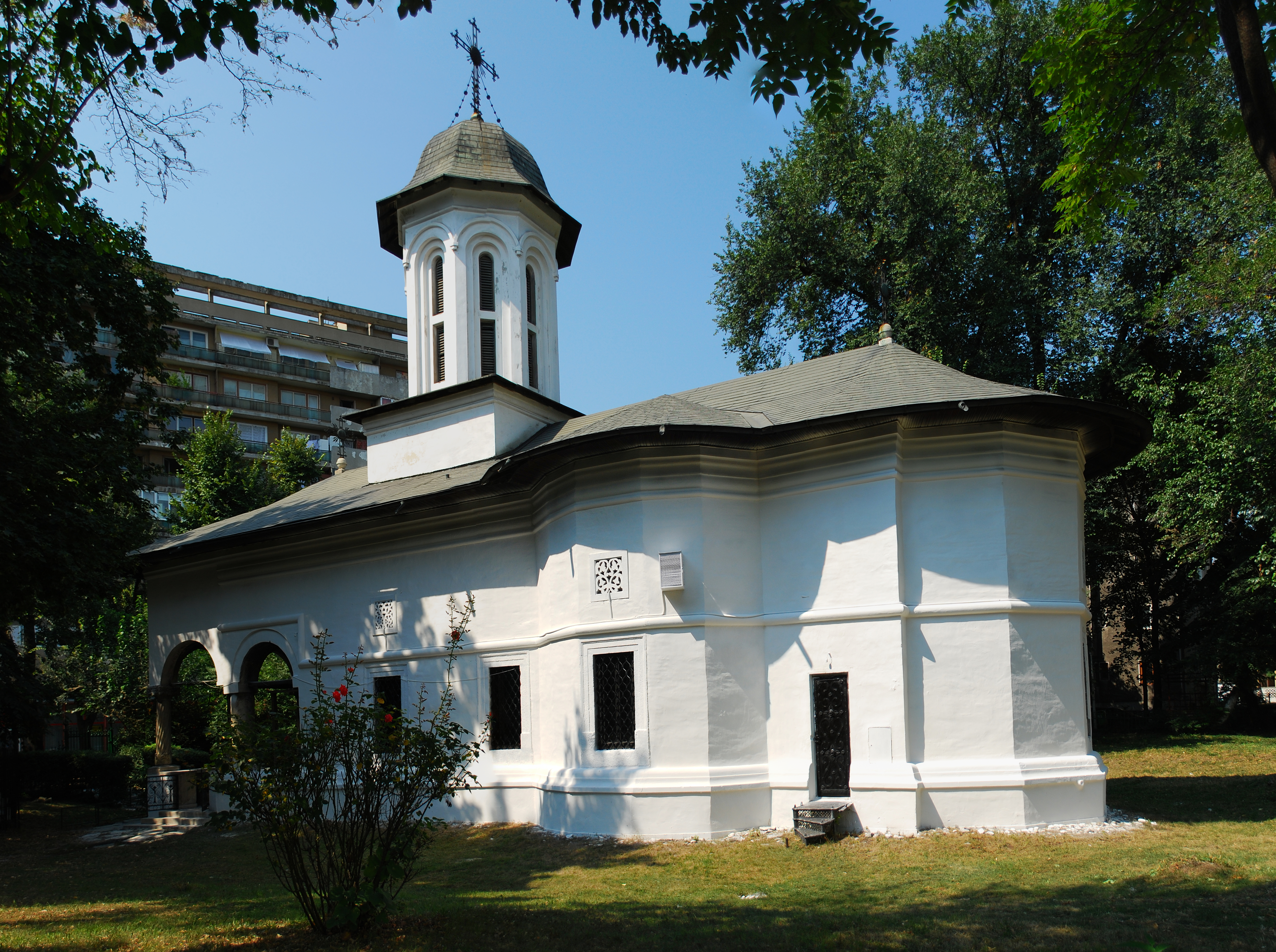